# Jeunes Filles en noir
Jeunes filles en noir est un tableau réalisé en peinture à l'huile sur toile par Auguste Renoir en 1881. De dimensions 80 × 65 cm il est conservé au musée des Beaux-Arts Pouchkine à Moscou.